# 611
Năm 611 trong lịch Julius.